# Euborellia
Genre
Euborellia est un genre d’insectes dermaptères de la famille des Carcinophoridae. Ce sont des perce-oreilles. Ils disparaissent de plus en plus, mais ce sont les prédateurs naturels des charançons.

## Liste des espèces
- Euborellia ambigua (Borelli, 1905)
- Euborellia annulipes (Lucas, 1847)
- Euborellia aporonoma (Borelli, 1909)
- Euborellia caraibea Hebard, 1921
- Euborellia cincticollis (Gerstaecker, 1883)
- Euborellia eteronoma (Borelli, 1909)
- Euborellia femoralis (Dohrn, 1863)
- Euborellia moesta (Géné, 1837)
- Euborellia plebeja (Dohrn, 1863)
- Euborellia stali (Dohrn, 1864)